# Оберне

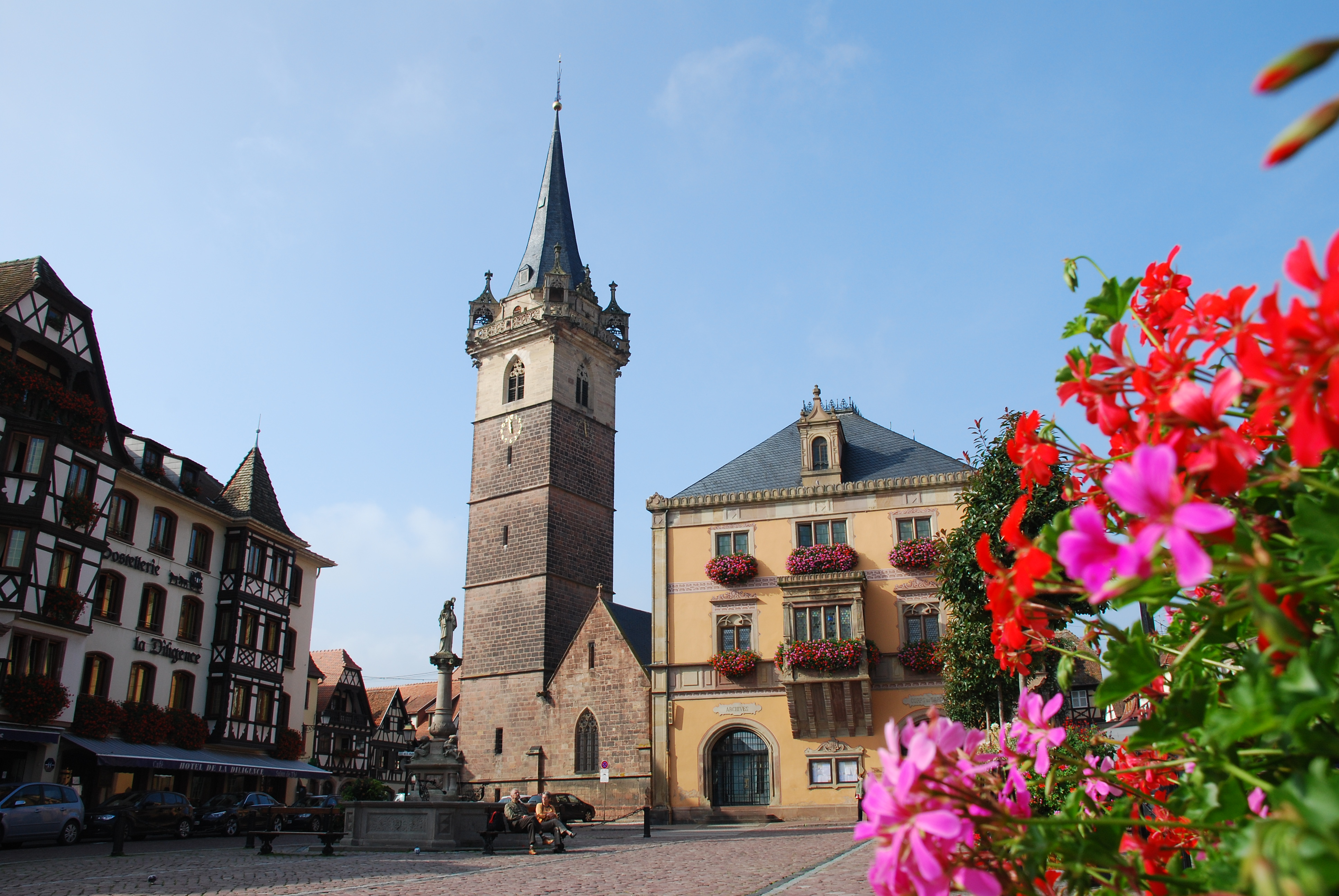

Оберне́ (фр. Obernai) — муніципалітет у Франції, у регіоні Гранд-Ест, департамент Нижній Рейн. Населення — 12 216 осіб (01.01.2021).
Муніципалітет розташований на відстані близько 380 км на схід від Парижа, 24 км на південний захід від Страсбура.

## Історія
До 2015 року муніципалітет перебував у складі регіону Ельзас. Від 1 січня 2016 року належить до нового об'єднаного регіону Гранд-Ест.

## Демографія
Динаміка населення (Ehess і INSEE ):
Розподіл населення за віком та статтю (2006):
| Стать | Всього | До 15 років | 15-24 | 25-44 | 45-64 | 65-85 | Понад 85 |
| --- | ------ | ----------- | ----- | ----- | ----- | ----- | -------- |
| Чоловіки | 5222   | 1052        | 740   | 1582  | 1229  | 570   | 49       |
| Жінки | 5778   | 1074        | 697   | 1613  | 1313  | 936   | 145      |
| \| Статево-вікова піраміда \| Статево-вікова піраміда \| Статево-вікова піраміда \| \| ----------------------- \| ----------------------- \| ----------------------- \| \| Чоловіки \| Вік \| Жінки \| \| 49 \| 85 + \| 145 \| \| 59 \| 80-84 \| 229 \| \| 119 \| 75-79 \| 173 \| \| 201 \| 70-74 \| 278 \| \| 191 \| 65-69 \| 256 \| \| 219 \| 60-64 \| 247 \| \| 290 \| 55-59 \| 354 \| \| 350 \| 50-54 \| 352 \| \| 370 \| 45-49 \| 360 \| \| 393 \| 40-44 \| 438 \| \| 437 \| 35-39 \| 400 \| \| 371 \| 30-34 \| 421 \| \| 381 \| 25-29 \| 354 \| \| 313 \| 20-24 \| 379 \| \| 427 \| 15-20 \| 318 \| \| 371 \| 10-14 \| 349 \| \| 370 \| 5-9 \| 362 \| \| 311 \| 0-4 \| 363 \| |        |             |       |       |       |       |          |
| Статево-вікова піраміда |        |             |       |       |       |       |          |
| Чоловіки | Вік    | Жінки       |       |       |       |       |          |
| 49 | 85 +   | 145         |       |       |       |       |          |
| 59 | 80-84  | 229         |       |       |       |       |          |
| 119 | 75-79  | 173         |       |       |       |       |          |
| 201 | 70-74  | 278         |       |       |       |       |          |
| 191 | 65-69  | 256         |       |       |       |       |          |
| 219 | 60-64  | 247         |       |       |       |       |          |
| 290 | 55-59  | 354         |       |       |       |       |          |
| 350 | 50-54  | 352         |       |       |       |       |          |
| 370 | 45-49  | 360         |       |       |       |       |          |
| 393 | 40-44  | 438         |       |       |       |       |          |
| 437 | 35-39  | 400         |       |       |       |       |          |
| 371 | 30-34  | 421         |       |       |       |       |          |
| 381 | 25-29  | 354         |       |       |       |       |          |
| 313 | 20-24  | 379         |       |       |       |       |          |
| 427 | 15-20  | 318         |       |       |       |       |          |
| 371 | 10-14  | 349         |       |       |       |       |          |
| 370 | 5-9    | 362         |       |       |       |       |          |
| 311 | 0-4    | 363         |       |       |       |       |          |

## Економіка
2010 року серед 6993 осіб працездатного віку (15—64 років) 5176 були активними, 1817 — неактивними (показник активності 74,0%, у 1999 році було 72,6%). З 5176 активних мешканців працювало 4608 осіб (2438 чоловіків та 2170 жінок), безробітними було 568 (285 чоловіків та 283 жінки). Серед 1817 неактивних 585 осіб було учнями чи студентами, 616 — пенсіонерами, 616 були неактивними з інших причин.

У 2010 році в муніципалітеті числилось 4709 оподаткованих домогосподарств, у яких проживали 10557,5 особи, медіана доходів виносила 20 262 євро на одного особоспоживача

### Промисловість
- В містечку розташовані виробничі потужності компанії Brasseries Kronenbourg, виробника найпопулярнішого у Франції пива Kronenbourg. На момент спорудження (1969) пивоварний завод в Оберне був найбільшим у Європі[9].

## Персоналії
- Оділія Ельзаська (660—720) — настоятелька монастиря, покровителька Ельзаса та зору.